# Bill Robertson (Fußballspieler, 1928)
William Gibb „Bill“ Robertson (* 13. November 1928 in Glasgow; † 26. Juni 1973 in Sutton) war ein schottischer Fußballtorhüter. Er gewann 1955 mit dem FC Chelsea die englische Meisterschaft und bestritt dabei 27 Ligaspiele.

## Sportlicher Werdegang
Robertson begann seine Profilaufbahn nach dem Ende des Zweiten Weltkriegs beim FC Chelsea. Dort musste er fast fünf Jahre auf sein Debüt in der ersten Mannschaft warten und mit den ersten vier Einsätzen ab Ende April 1951 trug er mit dazu bei, dass sich die „Blues“ mit vier Siegen zum knappen Klassenerhalt in der ersten englischen Liga retteten. In der folgenden Saison 1951/52 stand Robertson bei 50 Pflichtspielen zwischen den Pfosten und war Teil der Mannschaft, die im FA Cup das Halbfinale erreichte. In den folgenden Jahren blieb er eine feste Größe im Team, das sich unter dem neuen Trainer Ted Drake zu einem Spitzenklub entwickelte. In der Meistersaison 1954/55 bestritt er insgesamt 26 Ligaspiele, bevor er ab Januar 1955 durch Charlie Thomson ersetzt wurde. Er blieb danach weiterhin für knapp zwei Jahre noch die „Nummer 1“, bevor er ab Frühjahr 1957 ins zweite Glied abrutschte. Zwei weitere Jahre später wechselte Robertson nach insgesamt 215 Chelsea-Einsätzen im September 1960 für eine Ablösesumme von 1000 Pfund innerhalb Londons zu Leyton Orient, in einer Zeit, als Peter Bonetti den Anfang einer neuen Torhüterära bei Chelsea markierte.
Zum Abschluss seiner Profikarriere war Robertson bei Leyton Orient Teil der Mannschaft, die 1962 in die erste Liga aufstieg und im Jahr darauf als Tabellenletzter wieder in die Zweitklassigkeit zurückkehrte. Er verstarb sehr früh im Alter von nur 44 Jahren im Juni 1973.

## Titel/Auszeichnungen
- Englische Meisterschaft (1): 1955
- Charity Shield (1): 1955